# Hans Lyngby Jepsen
Hans Pauli Lyngby Jepsen (1. april 1920 i Aalborg – 31. juli 2001 i Furreby, Løkken) var en dansk forfatter.

## Udvalgt bibliografi
- Hans Lyngby Jepsen (1981), Kold, sød, stærk og brændende, Gyldendal, ISBN 87-00-49021-0, OCLC 185881025, OL 3527164M, Wikidata  Q76401598